# Resolutie 262 Veiligheidsraad Verenigde Naties
Resolutie 262 van de Veiligheidsraad van de Verenigde Naties werd aangenomen op 31 december 1968, als laatste VN-Veiligheidsraadsresolutie van dat jaar. De resolutie veroordeelde de aanval van Israël op de luchthaven van Beiroet.

## Achtergrond
Op 26 december 1968 vielen twee Palestijnse terroristen op het tarmac in Athene een lijnvliegtuig van de Israëlische maatschappij El Al aan. Eén Israëli aan boord werd doodgeschoten. De twee behoorden tot het in Libanon gebaseerde Volksfront voor de Bevrijding van Palestina en verklaarden dat ze alle Israëlis hadden willen doden.
Twee dagen na die aanslag vielen commandos van de speciale eenheid Sayeret Matkal per helikopter de luchthaven van Beiroet aan. Twaalf passagiers- en twee vrachtvliegtuigen van drie Libanese maatschappijen werden bij de wraakactie opgeblazen. De aanval kwam op scherpe kritiek van de Verenigde Staten te staan, aangezien niets er op wees dat Libanon bij de terreuraanslag in Griekenland betrokken was.

## Inhoud
De Veiligheidsraad had de agenda S/Agenda/1462 beschouwd, en de verklaringen van de vertegenwoordigers van Libanon gehoord (S/8945). De verdere verklaringen van de chef-staf UNTSO waren doorgenomen in de documenten S/7930/Add.107 en Add.108. De verklaringen van de vertegenwoordigers van Libanon en Israël waren gehoord.
De Veiligheidsraad merkte op dat militaire actie van Israël tegen het burgerlijke internationale vliegveld van Beiroet een geplande grootscheepse militaire actie was. De Veiligheidsraad was ernstig bezorgd over het effect van deze acties op de stabiliteit in de regio, en over de noodzaak om vrije internationale burgerlijke luchtvaart te garanderen.
De geplande aanval van Israël werd veroordeeld, als zijnde in overtreding van het VN-grondvest en resolutie. De Veiligheidsraad zag zulke geplande aanvallen als een negatieve factor voor de vrede. Er werd een serieuze waarschuwing uitgevaardigd dat, bij vervolg, de Veiligheidsraad maatregelen zou treffen. Er werd in overweging genomen dat Israël verantwoordelijkheid op zich had genomen voor het leed dat Libanon was aangedaan.

## Verwante resoluties
- Resolutie 171 Veiligheidsraad Verenigde Naties (1962)
- Resolutie 228 Veiligheidsraad Verenigde Naties (1966)

Lijst ·  245 ·  246 ·  247 ·  248 ·  249 ·  250 ·  251 ·  252 ·  253 ·  254 ·  255 ·  256 ·  257 ·  258 ·  259 ·  260 ·  261 ·  262